# 岡南新保駅
岡南新保駅（こうなんしんぽうえき）は、かつて岡山県岡山市（現・南区）新保に存在した岡山臨港鉄道の駅（廃駅）である。1984年（昭和59年）12月30日に岡山臨港鉄道線の廃止により廃駅となった。なお、ホームは2021年（令和3年）現在も残されている。
地名の読みは「しんぼう」だが、駅名は「こうなんしんぽう」であった。

## 歴史
地元からの要請により、1951年（昭和26年）9月15日申請、9月21日認可され、10月20日に開業した。開業当時の駅名は臨海新保駅であったが、1960年（昭和35年）8月1日、岡南新保駅に改称された。

## 駅構造
岡山港駅に向かって右側にホーム1面の棒線駅であり、無人停留場であった。

## 利用状況
1984年度の時点で、1日あたりの平均乗降客数は46人であり、うち定期客が17人であった。

## 現況
廃止後は、臨港グリーンアベニューとして整備された。駅跡にはモニュメントのホームが設けられ、道路面にはレールが埋め込まれている。

## 隣の駅
岡山臨港鉄道
岡山臨港鉄道線
大元駅 - 岡南新保駅 - 岡南泉田駅